# 卡门·邓肯
卡门·琼·邓肯（英語：Carmen Joan Duncan，1942年7月7日—2019年2月3日），澳大利亚女演员兼社会活动家，其演艺生涯超过50年。她曾因1980年公映的电影《丑角》而提名澳大利亚电影与电视艺术学院澳洲学院奖最佳女主角提名，《不为心动（Don't Let It Get To You）》则是她的另一部著名代表作。卡门·邓肯的其他电影作品还包括1980年上映《一触即发》和1982年上映的《集中营狩猎》。1988年至1944年期间，卡门·邓肯在美国肥皂剧《另一个世界》中饰演埃利斯·惠勒（Iris Wheeler）。她的遺作是《孟買酒店》。

## 个人生活
卡门·邓肯定居于澳大利亚的悉尼市，她是邓肯（Duncan）和艾米丽（Amelia）的母亲，这两个孩子业已成年。卡门·邓肯还有一个妹妹宝拉·邓肯。
2019年2月3日，卡门·邓肯因癌症去世。